# اعقل لغتك
اعقل لغتك  (بالإنجليزية: Mind Your Language) هو مسلسل تلفزيوني كوميدي بريطاني، عرض لأول مرة على قناة ITV في أواخر عام 1977. وهذه المسلسلات تنتجها ال دبليو تى ومن إخراج ستيوارت آلن وتدور أحداث المسلسل في مدرسة للطلاب البالغين في لندن، مع التركيز على اللغة الإنكليزية باعتبارها لغة الطبقة الراقية تدرس من قبل السيد جيريمي براون، الدور الذي يؤديه باري إيفانز، الذي اضطر إلى التعامل مع فريق مختلط من الاجانب. ويعرض المسلسل على ثلاثة أجزاء قامت بها LWT بين 1977-79، وتم عرضها لفترة وجيزة في عام 1986 قام بها طاقم التمثيل الأصلى.

## القصة
المسلسل يركز على الطلاب البالغين الإنجليز كما يركز على اللغة الإنكليزية باعتبارها لغة الطبقة الراقية في مدرسة لندن. والدروس تنعقد في وقت مبكر من المساء، ويتم تدريسها من قبل السيد براون، وفي بعض الأحيان يتغير وقت الدراسة حسب حالة الأفراد إذا كان موعد المساء لا يناسبهم والفصل يتكون من الاجانب حسب الكفاءة في اللغة الإنكليزية. والدعابة خلال العرض مستمدة من سوء فهم الطلاب للكلمات الإنكليزية أو المصطلحات، وفي النهاية تصل الحلقات إلى الصورة النمطية الثقافية.حسب نشأة الكلمة والمصطلح في كل أمة.
الموسم الأول تدور أحداثه على مدى سنة كاملة في العام الدراسى الأول، بدءا من السيد براون الذي تم تعيينه من قبل مديرة المدرسة الآنسة كورتني، وينتهي مع الطلاب حتى الحصول على شهادة كامبريدج العليا. ويبدأ الموسم الثاني في بداية العام الدراسي التالى، مع الطلبة العشرة الذين لم يوفقوا في امتحاناتهم، واثنين من الطلبة الجدد، أي مجموعه اثني عشر طالبا. الموسم الأول والثاني جرت أحداثه في المقام الأول داخل قاعات الدراسة، ولكن بقية الأحداث تدور خارج المدرسة.

## الإنتاج
وتم إلغاء عرض الحلقات في عام 1979 من جانب مايكل غريد، ثم - LWT المراقب المالي للعروض الترفيهية، التي اعتبرت هذه السلسلة مسيئة إلى بعض الناس واتهموها بالعنصرية ومع ذلك تم بيع هذه السلسلة إلى دول أخرى، بما فيها باكستان وأستراليا ونيوزيلندا وسريلانكا والهند وماليزيا وكينيا، ونيجيريا، وغانا، وسنغافورة. كان أيضا واحدا من أول البرامج التلفزيونية البريطانية الذي تم عرضه في جنوب أفريقيا بعد انتهاء المقاطعة من قبل حزب العدالة. كان العرض يصدر لفترة وجيزة للأسواق من قبل منتج مستقل في منتصف الثمانينيات. بعض شركات قناة ITV لم تعرض أيا من الحلقات التي أنتجت عام 1986. فقط غرناطة التي قامت بعرض الحلقات 13 الأخيرة على التوالي في سلسلة كاملة.
وتوالى عمل الكثير من العروض التليفزيونية الدولية على نفس نمط مسلسل اعقل لغتك الأصلى وانتشرت هذه العروض في كثير من البلاد من بينها الولايات المتحدة والهند وباكستان ونيجيريا.

## مواقع التسجيل
معظم دورات التسجيل للسلاسل الثلاثة الأولى تمت يوم الثلاثاء مساء في ستوديو رقم 2 في The South Bank Television center في عام 1986 تم تصوير سلسلة في الكلية التقنية باوكسبريدج " ميدلسكس".

## تفاصيل البث
- السلسلة الأولى (13) 30 ديسمبر 1977-24 مارس 1978 * الجمعة 7 (استوديو itv في لندن)
- السلسلة الثانية (8) 7 أكتوبر - 25 نوفمبر 1978 * السبت معظمهم الساعة 6pm (استوديو itv في لندن
- السلسلة الثالثة (8) 27 أكتوبر - 15 ديسمبر 1979 * السبت معظمهم الساعة 6:45 (ستوديو itv في لندن
- السلسلة الرابعة (13) 4 يناير - 15 ديسمبر 1986 * السبت 2:15 مساء (ستوديو itv بمنطقة غرناطة

## إصدارات الدي في دي
وتم عرض المسلسل بعد أن كان حبيس العلب عام 2003 وعام 2004. ومع ذلك، فقد تم استبعاد حلقات مثل الحلقة بعنوان اقتل أو عالج، والحلقة بعنوان لا تنس السائق، وحلقة  بعنوان مذنب أم غير مذنب؟ كما تمت اذاعة سلسلة أخرى عن طريق شبكة دي في دي في نوفمبر تشرين الثاني 2007، وتحتوي على فصول كاملة من 1 إلى 3. السلسلة الرابعة المتبقية لم يتم بعد اذاعتها.

## فريق العمل والشخصيات

### موظفو المدرسة
- [3] جيريمي براون، يجسده باري إيفانز، وهو مدرس اللغة الإنكليزية والنقطة المحورية لمعظم هذه السلسلة. حاصل على درجة البكالوريوس من جامعة أوكسفورد. وقد تم التعاقد للعمل في هذه المدرسة، وتم تحذيره من أن المدرس السابق فقد عقله من قبل الطلاب. السيد براون يصل إلى مستوى التحدي، وغالبا ما يطرح مع الطلاب كثيرا من التفسيرات الحرفية من اللغة الإنكليزية. على الرغم من الاحباطات مع الطلاب، قال إنه أصبح محبا لهم، وغالبا ما يخرج عن طوره لمساعدتهم، والعكس بالعكس. في الحلقة الثانية عشرة، أخبر تلاميذه عن كيفية تركه دارا للأيتام في شارع جيريمي قبل 30 عاما، ونشأ بدون والدين، في إشارة إلى طفولته الخاصة. وكان يشك في أن سيدني هو والده بعد أن سمع أن سيدني ترك رضيعا في نفس الملجأ. لسوء الحظ (أو لحسن الحظ)، رضيعه تحول إلى فتاة.
- آنسة دولوريس كورتني التي تجسدها زارا نتلي، هي مدرسة شخصيتها الرئيسية تفتقر إلى الخبرة. فكرتها عن السيد براون، ان قدراته كمدرس ضعيفة وغالبا ما يخفق في تحقيق التقدم المرغوب في دراسته مع الطلاب ودرجة تفوقهم. إنها أيضا كامرأة تعتقد أنه يمكن للمرأة أن تفعل أي شيء على نحو أفضل من الرجال. مع مرور الزمن تزداد تعلقا واعجابا بالسيد براون، وكذلك طلابه.
- [5] سيدني التي يجسدها تومي غودفري (في الجزءالأول 3)، المعروف أيضا باسم سيد، وهو المشرف على المدرسة ومن الشخصيات الرئيسية التي تظهر في الجزء الأول. وهو من كوكني بلندن والذي كثيرا ما يتحدث بلهجة عامية. وهو أيضا يعانى من صعوبة في السمع مما أدى إلى سوء الفهم المتكرر. ويصبح كأب وصديق للسيد براون والطلاب الذكور في فصله. وهناك حلقة وحيدة نتعرف من خلالها إمكانية ان يكون سيدنى هو الأب الحقيقى للسيد براون.
- غلاديس، التي يجسدها إيريس سادلر (موسم 1 -- 3)، هي سيدة عجوزة ومسئولة عن غرفة لتناول الشاي في المدرسة. إنها، على العكس من الآنسة كورتني، ودية تجاه سيدني، والسيد براون والطلاب. تأخذ الآنسة كورتني موقف القائدة المسيطرة في كل المواقف، ولها علاقة طيبة مع الجميع.

### الطلاب
- [7] جيوفاني كابيلو، يجسد الشخصية جورج كاميلر (موسم 1 -- 4)، وهو طباخ إيطالي، ومن الفئة الأعلى صوتا والأقوى شخصية في الفصل. فهو أفضل الأصدقاء مع ماكس، الذي يصبح رفيقه في الشقة. مشكلة جيوفاني الرئيسية في اللغة الإنكليزية هي الاستعارة وسوء فهم الكلمات الكبيرة، رغم أنه في كثير من الأحيان يقول إجابات خاطئة عن قصد ليضحك طلاب فصله. عندما يصاب بالدهشة، في كثير من الأحيان يقول"سانتا ماريا" أو "المكرونة المقدسة"، وأيضا في كثير من الأحيان ويقول "انا على ما يرام، dokey" بدلا من "موافق".
- [8] آنا شميت، تقوم بتجسيدهاجاكي هاردينغ، هي من مواليد 1970 وهى شخصية نمطية من ألمانيا في تقديمها لنفسها، اشارت إلى "الكفاءة الألمانية"، وتبعا لذلك قالت أنا طالبة مجتهدة، وأحيانا أقدم أسئلة مشروعة، وبتوالى الحلقات، نراها تجيب الإجابات الصحيحة على أسئلة السيد براون ولكن مشكلتها الرئيسية هي خلط "V"بالـ "W" كما انها تخلط الكلمات الإنكليزية بالكلمات الألمانية. كما تظهر أيضا قوة بدنية شديدة، ولا تتردد في إظهار ذلك، وغالبا ما تلكم زميلا لها إذا تعرض لها بالمغازلة.
- شونغ سو لي، التي يؤديها بيك - سين ليم (موسم 1 -- 3)، وهي سكرتيرة في السفارة الصينية. ولا نراها كثيرا بدون كتابها الأحمر، والتي كانت غالبا تقتبس منه كل ما تريد قوله. ودائما ما تخلط بين "R"وال "L" وفي الحلقات الأولى من المسلسل، نراها تعاني من منافسة إيديولوجية شديدة مع تارو، زميلها اليابانى، ولكن في الحلقات التالية من المسلسل، نراه في كثير من الأحيان يتصدى للدفاع عنها عند توجيه أي نقد أو شتائم لها أو الصين. ومثال ذلك في الحلقة الثانية والعشرين، ان طالبا اسكتلنديا أهان سو لي خلال ذكرها كلمات مأثورة للرئيس ماو، فتصدى تارو للدفاع عنها.
- [10] تارو نجازومى، يصور الشخصية روبرت لي (موسم 1 -- 3) وهو ممثل الإلكترونيات [[اليابانية|اليابانية]] ومستواه معقول في اللغة الإنكليزية، ولكن لديه عادة انه يضيف حرف "س" على كل كلمة يقولها. في الحلقات الأولى من المسلسل نراه على خلاف مع سو لي بسبب الخلافات السياسية بين الصين واليابان في السبعينينات من القرن العشرين، ولكنه يصبح صديقا مقربا منها بعد ذلك. ولا نراه أبدا في المسلسل من دون كاميرته.
- [11] جميلة رانجا قامت بالدور ماسي (موسم 1 -- 3)، وهي ربة منزل هندية من سيملا. بالهند عندما التحقت بالصف الأول كانت بالكاد تستطيع التحدث باللغة الإنكليزية، وتحتاج إلى ان يترجم لها الطالب الذي يدعى على إلى اللغة الهندية، أو الأوردية، ولكن في الحلقات التالية، تصبح واحدة من أفضل المتحدثين باللغة الإنكليزية. وغالبا ما تدعو السيد براون "Masterjee"، ومن خلال الدراسة نرى أنها متشددة إلى حد التعقيد. ومن المحتمل ان تكون مسيحية، لكثرة ما تلبس الصليب، ولكن في واحدة من الحلقات عندما يتناقش الجميع حول الايمان الحقيقي، تصرخ "بوذا".
- [12] ماكسيميليان اندريا أرخميدس بابندريوس، التي يقوم بتمثيلهاكيفورك ماليكان (الجزء 1 -- 3)، وهو موظف مكتب الشحن يوناني من أثينا، وكثيرا ما نراه مع جيوفاني. انجذب إلى دانييل أكر من جيوفانى ولكن مع توالى الحلقات يصبحون صحبة من نوع خاص. مشكلة ماكس هي سوء فهم الاستعارات والكلمات الكبيرة. كما ان له لكنة ثقيلة، تجعله يضيف "H" إلى كل كلمة يقولها تقريبا. وفي وقت لاحق، يتشارك شقته مع جيوفاني.
- [13] خوان سرفانتس، التي يجسدهاريكاردو مونتيز، هو نادل الأسبانى وبه كثير من التفاؤل. خوان دائما يسخر من نفسه، وهو واثق من إجاباته حتى عندما تكون خاطئة تماما. في الحلقات الأولى من المسلسل خوان لا يتحدث الإنكليزية تقريبا، والأجوبة مع كل شيء "por favor""بالبرتغالية" ومعناها (من فضلك)، مما استلزم ترجمة بعض المصطلحات الرئيسية بالنسبة له ليفهمها. استمر خوان في تحسين الإنكليزية، ولكنه لا يزال واحدا من أسوأ المتحدثين بها، وغالبا ما يتحدث بلغة هي مزيج من الإنكليزية والإسبانية. وهو مهتم كثيرا بالسيد براون، الذي يعتبره تقريبا واحدا من الأسرة.ومع ذلك، نراه على خلاف دائم مع السيد براون. ولا يجتمعان وجها لوجه.
- رانجيت سنغ، صورت من قبل ألبرت موسى، هو عامل مترو انفاق بلندن من ولاية البنجاب في الهند ومتعصب للسيخ. وهو دائم الجدال مع علي، والذي هو مسلم باكستاني. يميل إلى المزج بين خليط من المعارف، ويضم يديه آلاف المرات لتقديم الاعتذارات. وساءت سمعته في كثير من المناسبات لكثرة تعاطيه الخمر وكثرة الشرب والثمل.
- [15] دانييل فافر، قام بتجسيدها فرنسواز باسكال في الأجزاء الثلاثة الأولى وقد جذبت انتباه جميع الرجال، بمن فيهم السيد براون. شكلها الفاتن يصرف جيوفاني وماكس في كثير من الأحيان عن التركيز في إجاباتهم، في حين أن السيد براون غالبا ما يكون مدانا في كثير من المواقف معها، ويبدو أنها ستقضى على مستقبل وجوده في المدرسة. وقد شعرت بالضيق عندما التحقت انغريد سفينسون بالصف الدراسى، ونافستها في جذب انتباه السيد براون.
- [16] علي نديم، تم تجسيدها من قبل دينو شفيق في الأجزاء الثلاثة الأولى، وهو باكستانى عاطل عن العمل في أول ظهور له. وهو أصلا من لاهور، باكستان، على الرغم من انه قال ذات مرة انه نشأ في دلهي. لا نراه في المسلسل من دون غطاءالرأس، وهو الأكثر صخبا في الطلاب، وغالبا ما يسيء تفسير كل ما يقال من قبل الآخرين. كمسلم باكستاني لديه القوة الصوتية والجسدية وينتافس بحدة أحيانا مع رانجيت، الذي هو من السيخ في الهند. بحلول منتصف الموسم الثاني، وعلى الرغم من الجدال الدائم والتنافس الشديد. نراهما يعملان معا بدون أي شكوى. من عبارات على المعتادة "يا وماذا بعد

! "squeeze me please!" وأيضا "jolly good".
- انغريد سفينسون، صورت بواسطة آنا برغمان السويدية الزوجة التي تنضم إلى الفصل في بداية الموسم الثاني. جذابة وصريحة بشأن انجذابها إلى السيد براون، مما أدى إلى التنافس بينها وبين دانيال. مشكلتها الرئيسية مع اللغة الإنجليزية هي ترتيب الكلمات، وغالبا ما يحصل خلط الكلمات، مثل "أنا لك على سؤال جواب". تنقلت خلال أربعة مدارس في نهاية الموسم الثاني، ولكنها تعود إلى الاستقرار في الموسم الرابع.
- [18] سولطان زابو، التي يرسمها جابور فيرنون (الموسم 2)، وهو طالب هنغاري يظهر فقط خلال الموسم 2. مستواه بسيط جدا في اللغة الإنكليزية ويستخدم القاموس في كل شيء يقوله. يتعلم العامية بسرعة، ومعظمها يأتي من جيوفاني وخوان. وفي نهاية الجزء الثاني، قرر أن يعود إلى المجر. من عباراته المشهور بها "Bocsánat ومعناها آسف باللغة الهنغارية.
- في الموسم الرابع، كان السيد براون وملكة جمال كورتني لا يزالان في المدرسة، وكذلك آنا، جيوفاني، انغريد، وخوان رانجيت.  الطلاب الجدد هم:
- ماريا بابندريوس، يصور لي جيني رايت
- ميشيل دوماس التي يجسدهاماري إليز جريبن
- فاروق عزام مثلها راج باتل
- وونغ فو تشانغ يصورها فنسنت وونغ
- ريتا التي تصورهاسو بوند
- هينشاوى قام بتمثيلها هاري ليتلوود

## وصلات خارجية
- اعقل لغتك على موقع IMDb (الإنجليزية)
- اعقل لغتك على موقع كينوبويسك (الروسية)
- اعقل لغتك على موقع قاعدة بيانات الفيلم (الإنجليزية)
- تحية إلى العقل لغتك